# 撒迦利亞·西琴
撒迦利亞·西琴（俄語：Заха́рия Си́тчин，1920年7月11日—2010年10月9日）是一位在阿塞拜疆出生的美國籍民間科學家，主張外星生物創造論，認為人類是由古代太空人所創造。他就此題目寫有一系列的科普作品，共七冊，稱為《地球编年史》。

## 生平

### 早期生活
西琴出生於阿塞拜疆苏维埃社会主义共和国首府巴庫，在烏克蘭度過幼年時代，並在巴勒斯坦長大。他在托拉學習現代和古代的希伯來文以及其他猶太人和歐洲語言的知識，在近東學習歷史和考古知識，後畢業於倫敦大學倫敦政治經濟學院經濟史專業，並攻讀過考古學、歷史學、語言學、經濟學及神話學等。他作為記者和編輯在以色列工作生活多年，1952年移居美國紐約。當他還在船務公司擔任行政工作時，他自學蘇美尔的楔形文字，還探訪了多個考古遺蹟。

### 寫作生涯

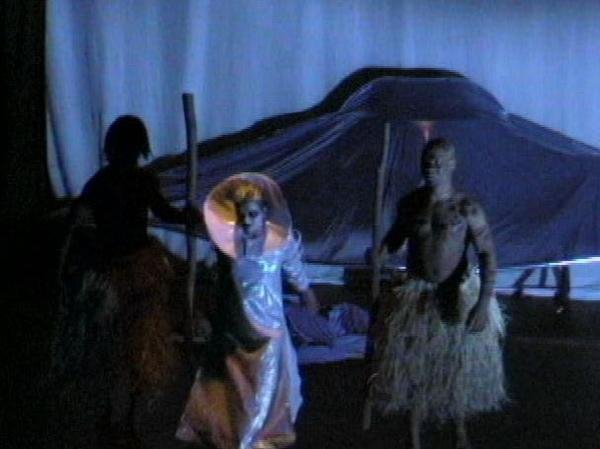
Theatrical performance of ENKI based on the writings of Zecharia Sitchin.

西琴的首部著作《第十二個天體》於1976年出版，現時已翻印第45次。這部作品是他的《地球編年史》系列的首部，之後他還寫了六本續集。這一系列的書截至2012年還在複印。他的著作被全世界廣泛翻譯，還並被轉譯成盲文，以及在無線電台和電視台播出。他的書目前在全球已售出數以百萬本，被翻譯成超過25種語言。《紐約時報》記者Corey Kilgannon留意到儘管學術界對他的著作的拒絕，西琴依然有「一群忠實追隨的讀者」（a devoted following of readers）。
在《地球编年史》等書主要宣傳他的主張－尼比魯碰撞。他宣稱基於對最古老文獻的研讀，人類只有三十萬年的歷史，而非之前認為的有著上百萬年歷史的觀點。而且蘇美人早就知道有天王星、海王星等星球。他把美索不達米亞神祇迪亞馬特、金固、尼比魯、阿努納奇等說成是各星球名或外星人，並認為人類的出現是來自尼比魯星際淘金者阿努納奇，才產生蘇美尔等古文明。他們與人類的混種後代就是《聖經》上的拿非利人。以及未來尼比魯會復歸。
撒迦利亞·西琴的著作被學者批評有許多錯誤與扭曲，如對楔形文字的錯譯，與對天文學的無知。

## 已譯中文的著作

### 《地球编年史》
- 《第十二个天体》, 1976, ISBN：9787229006747
- 《通往天国的阶梯》, 1980, ISBN：9787229011659
- 《众神与人类的战争》, 1985, ISBN：9787229013752
- 《失落的国度》, 1990, ISBN：9787229018153
- 《当时间开始》, 1993, ISBN：9787229026677
- 《宇宙密码》, 2000, ISBN：9787229035945
- 《完结日》, 2007, ISBN：9787229046576
- 《地球编年史指南》ISBN：9787229046873

## 外部連結
- Kilgannon, Corey. "Origin of Species, From an Alien View" （页面存档备份，存于）, The New York Times, January 10, 2010. p. MB4.

### 批評
- Ian Lawton's Mesopotamia Papers
- An Astronomer's View of the Akkadian Seal by Tom van Flandern
- SitchinIsWrong （页面存档备份，存于）, Michael S. Heiser's web site devoted to debunking Sitchin's claims